# Arsenura richardsoni
Arsenura richardsoni är en fjärilsart som beskrevs av Druce 1890. Arsenura richardsoni ingår i släktet Arsenura och familjen påfågelsspinnare. Inga underarter finns listade i Catalogue of Life.